# Dimitrie Ghica
Dimitrie Ghica (ur. 31 maja 1816, zm. 15 lutego 1897 w Bukareszcie) – rumuński polityk, premier Rumunii z ramienia Partii Konserwatywnej w latach 1868-1870.
Urodzony w znanej w Rumunii rodzinie Ghica, jako syn wołoskiego hospodara Grzegorza Dymitra Ghiki (1755–1834).